# É a Maior!
É a Maior! é um filme brasileiro de 1958, dirigido por Carlos Manga e produzido pela Atlântida Cinematográfica.

## Tema
O enredo acompanha a rádio Movimento, que se encontra à beira da falência. Em meio à ausência de uma programação estruturada, seu diretor, Evaristo, implementa um programa destinado a calouros. Em uma das edições, duas participantes se destacam, provocando reações antagônicas no público e atraindo o interesse de dois empresários de grande influência. O envolvimento desses empresários gera patrocínios que proporcionam a revitalização da emissora, mas, simultaneamente, origina conflitos decorrentes da rivalidade crescente entre as competidoras.
O enredo do filme é fundamentado na rivalidade entre Emilinha Borba e Marlene, ocorrida na década de 1950. O título da produção, inclusive, reproduz o grito que os admiradores de ambas entoavam.

## Ficha técnica

### Elenco
O elenco abaixo foi obtido da Cinemateca Brasileira:
- Sônia Mamede como Rosa Flôr
- Nádia Maria como Déa Cristal
- Walter D'Ávila como Evaristo
- Cyll Farney como Fernando
- Pituca como Baturité
- Margarida Ramos como Celeste
- Grijó Sobrinho como Rei do queijo de cacau
- Armando Nascimento como Rei do mingau em lata
- Celeste Aída como Diretora do fã-clube Déa Cristal
- Suzy Kirbi como Diretora do fã-clube Rosa Flôr
- Dinorah Marzullo
- Murilo Néri

### Créditos
- Carlos Manga (direção)[1][2]
- José Cajado Filho (argumento e roteiro)[1][2]
- Haroldo Barbosa (argumento)[1][2]
- César Ladeira (argumento)[1][2]
- Antônio Gonçalves (cenografia)[1][2]
- Ozen Sermet (cenografia)[1][2]
- Aloísio Viana (som)[1][2]
- Waldemar Noya (montagem)[1][2]
- Paulo Garias (maquiagem)[2]
- Zilda Karota (penteado)[2]
- Atlântida Cinematográfica (produção)[1]
- União Cinematográfica Brasileira S.A. (distribuição)[1]

## Repercussão
No livro biográfico de Carlos Manga, intitulado Quanto mais cinema melhor, Sérgio Cabral menciona É a Maior! como um dos filmes que não deixou uma lembrança que fizesse o diretor se orgulhar de sua obra. Ainda assim, o crítico Adolfo Cruz, do jornal A Notícia, classificou o filme como uma comédia que exibe com felicidade e admirável bom humor certas figuras altamente populares do rádio.